# Morris Tidball-Binz

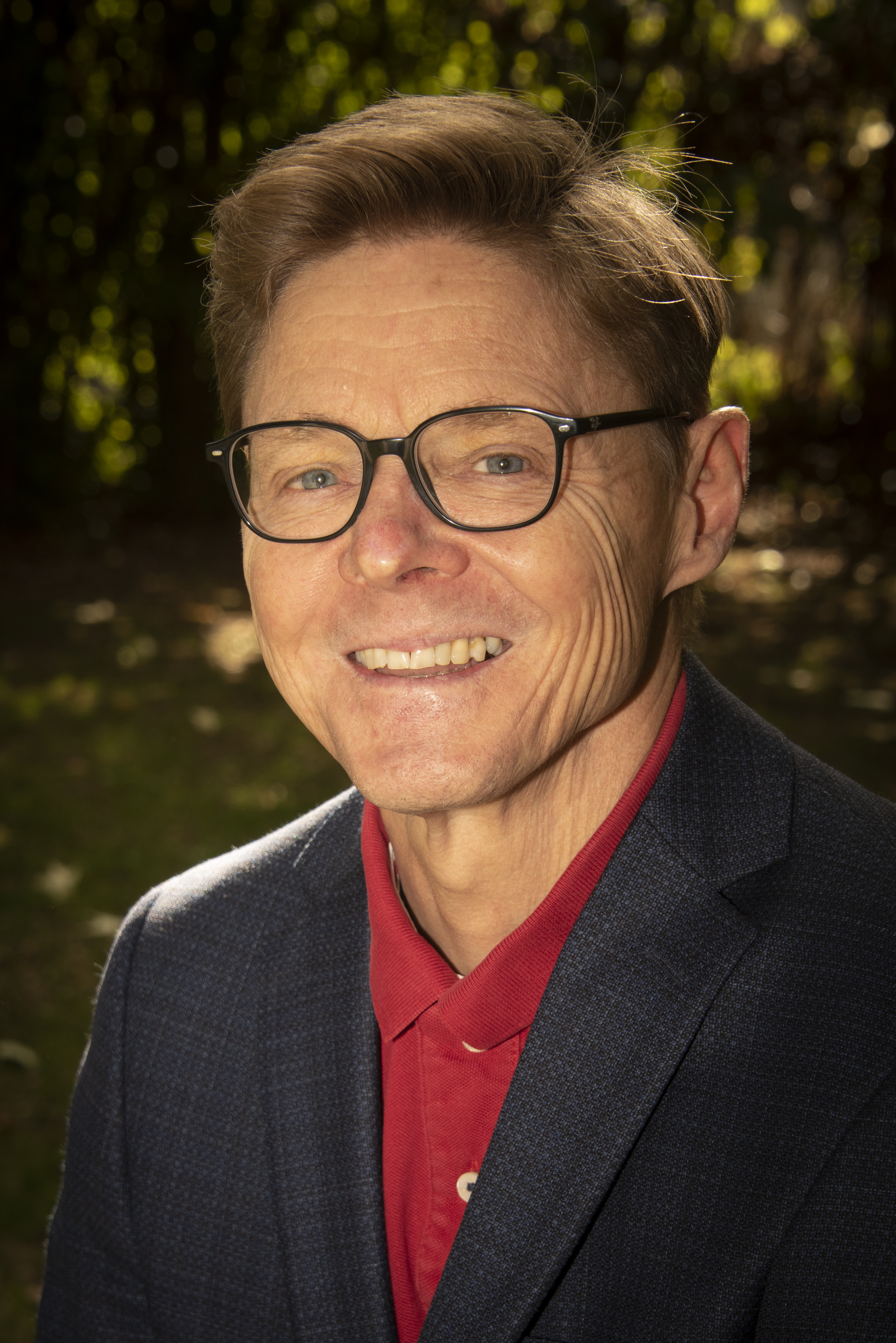
Morris Tidball-Bind (2022)

Morris Tidball-Binz (* 1957 in Viña del Mar) ist ein chilenischer Arzt für Rechtsmedizin und Spezialist für Menschenrechte und humanitäre Arbeit. Er ist seit 2021 UN-Sonderberichterstatter zu extralegalen, summarischen und willkürlichen Hinrichtungen (englisch UN Special Rapporteur on extra-judicial summary or arbitrary executions) für den UN-Menschenrechtsrat.

## Herkunft und Ausbildung
Morris Tidball-Bind studierte Medizin an der argentinischen Universidad Nacional im argentinischen La Plata.

## Karriere
Als Medizinstudent arbeitete er für die Großmütter der Plaza de Mayo in Argentinien, später war er am Aufbau der allerersten Gendatenbank beteiligt, die Opfer von gewaltsamem Verschwindenlassen und ihre Angehörigen dokumentierte. 1984 war er Mitgründer des Argentinischen Forensischen Anthropologie-Teams, einer Organisation, die erstmals wissenschaftliche Methoden einsetzte, um schwerwiegende Verletzungen der Menschenrechte und Verbrechen gegen die Menschlichkeit zu untersuchen. Tidball-Binz leitete die Organisation bis 1990.
Von 1990 bis 2003 leitete er die regionalen und globalen Menschenrechtsprogramme für Amnesty International in Großbritannien, das Inter-American Institute of Human Rights in Costa Rica, die Penal Reform International in Großbritannien und den International Service for Human Rights in der Schweiz. Von 2004 bis 2020 arbeitete er für das Internationale Komitee vom Roten Kreuz (ICRC), wo er als erster Direktor die Forensischen Dienste aufbaute und leitete.
Er trug zur Entwicklung und weltweiten Anwendung der forensischen Wissenschaft bei, um außergerichtliche, summarische (an einer Gruppe und nicht an Einzelpersonen vollzogene) oder willkürliche Hinrichtungen, das Verschwindenlassen von Personen, Folter und Haftbedingungen zu untersuchen und zu dokumentieren. Außerdem forschte er über humanitäre Maßnahmen bei bewaffneten Konflikten und Naturkatastrophen. Er führte Erkundungsmissionen, technische Bewertungen und Missionen zum Aufbau von Kapazitäten in über 70 Ländern der Welt durch.
Zurzeit (Juni 2023) ist er Außerordentlicher klinischer Professor für Rechtsmedizin an der School of Public Health and Preventive Medicine der Faculty of Medicine Nursing and Health Sciences an der Monash University im australischen Melbourne, Gastprofessor in der Abteilung für Forensische Medizin, Ethik und Medizinrecht an der portugiesischen Universität Coimbra und in der Abteilung für biomedizinische Gesundheitsdienste an der Universität Mailand.

## Sonstige Aufgaben
Tidball-Binz war an der Erstellung internationaler Standards beteiligt, darunter das Istanbul-Protokoll und die Revision des Minnesota-Protokolls, das Regelungen für die Dokumentation von Folter und Todesfällen mit Hinweisen auf nicht natürliche Todesursachen trifft, sowie der IKRK-Leitfaden für die Untersuchung von Todesfällen in staatlichem Gewahrsam. Er veröffentlichte zahlreiche Publikationen, organisierte Workshops und hielt Vorträge unter anderem an Universitäten und wissenschaftlichen Vereinigungen weltweit. Er ist Mitglied zahlreicher wissenschaftlicher Einrichtungen und sitzt in Aufsichtsräten und Redaktionsausschüssen.
Während seiner gesamten Laufbahn arbeitete er eng mit Opfern von Menschenrechtsverletzungen und deren Angehörigen zusammen. Er beriet auch staatliche, zwischenstaatliche und nichtstaatliche Einrichtungen, darunter Menschenrechtsmechanismen der Vereinten Nationen, die Organisation Amerikanischer Staaten und danach die Afrikanischen Union. Darüber hinaus war er als Sachverständiger und technischer Berater für internationale und nationale Gerichte und Untersuchungsausschüsse tätig.

## Ehrenamtliche Tätigkeit
Am 1. April 2021 wurde Morris Tidball-Binz als Nachfolger der Französin Agnès Callamard vom UN-Menschenrechtsrat zum UN-Sonderberichterstatter zu extralegalen, summarischen und willkürlichen Hinrichtungen ernannt.
In seinem Bericht im Juni 2023 sprach er davon, dass weltweit jedes Jahr Zehntausende von Menschen in Gefängnissen sterben. Sie gehörten meist ökonomisch und sozial marginalisierten Gruppen an, was dazu beitrage, dass diese globale Tragödie weitgehend unsichtbar sei. Er forderte die Staaten der Welt auf, die fundamentalen Menschenrechte zu respektieren und ihrer Fürsorgepflicht gerecht zu werden. Dazu gehöre auch, dass das Justizpersonal angemessen entlohnt und seine Arbeitsbedingungen menschenrechtsentsprechend seien. Er plädierte dafür, Inhaftierungen zu reduzieren, Haftbedingungen zu verbessern, insbesondere Gewalt zu verhindern und ein Controlling des Haftprozesses einzuführen.

## Auszeichnungen
Tidball-Binz wurde für seine Verdienste bei der Einführung rechtsmedizinischer Methoden in die Menschenrechtsarbeit und die Entwicklung einer humanitären Forensik mit mehreren Ehrendoktorwürden ausgezeichnet worden, darunter von seiner alma mater, der Universidad Nacional de La Plata, und der Universidad de la República Uruguays.

## Privates
Tidball-Binz besitzt die chilenische und argentinische Staatsbürgerschaft. Er hat vier Kinder und lebt zurzeit mit seiner Frau und zwei der Kinder in Frankreich. Neben Spanisch spricht er fließend Portugiesisch und Englisch und versteht Französisch.

## Publikationen (Auswahl)
- mit S. Cordner: Guiding principles for the dignified management of the dead in humanitarian emergencies and to prevent them from becoming missing persons in Anthropology of Violent Death: Theoretical Foundations for Forensic Humanitarian Action, 2023, pp. 351–373
- mit C. Cattaneo et al.: The rights of migrants to the identification of their dead: an attempt at an identification strategy from Italy SpringerLink 2022 doi:10.1007/s00414-022-02778-1
- mit S.T.D. Ellingham et al.: The fate of human remains in a maritime context and feasibility for forensic humanitarian action to assist in their recovery and identification in Forensic Science International, 2017, 279, pp. 229–234
- Using forensic science to care for the dead and search for the missing: In conversation with Dr Morris Tidball-Binz IRRC No. 905, 2017
- mit S. Ellingham et al.: Revised practical guidance for first responders managing the dead after disasters IRRC No. 902, 2016